# Turzyca lisia
Turzyca lisia (Carex vulpina L.) – gatunek rośliny z rodziny ciborowatych. Występuje na rozległych obszarach Europy, bez jej południowych i zachodnich krańców, oraz w zachodniej Azji sięgając na wschodzie po Ałtaj i zachodnie Chiny. W Polsce jest rozpowszechniony, rzadszy w górach i na północnym wschodzie.

## Morfologia

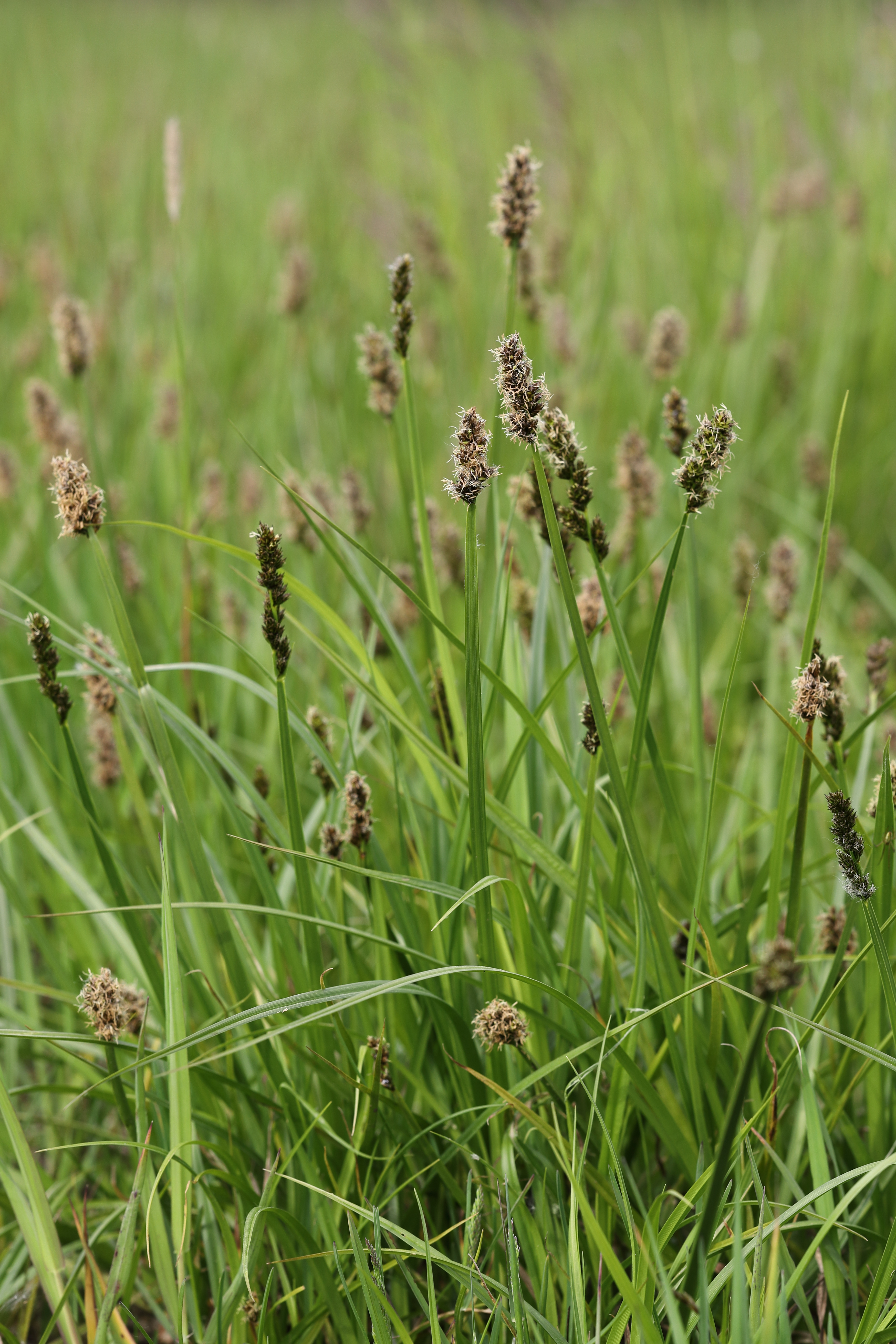
Pokrój w czasie kwitnienia

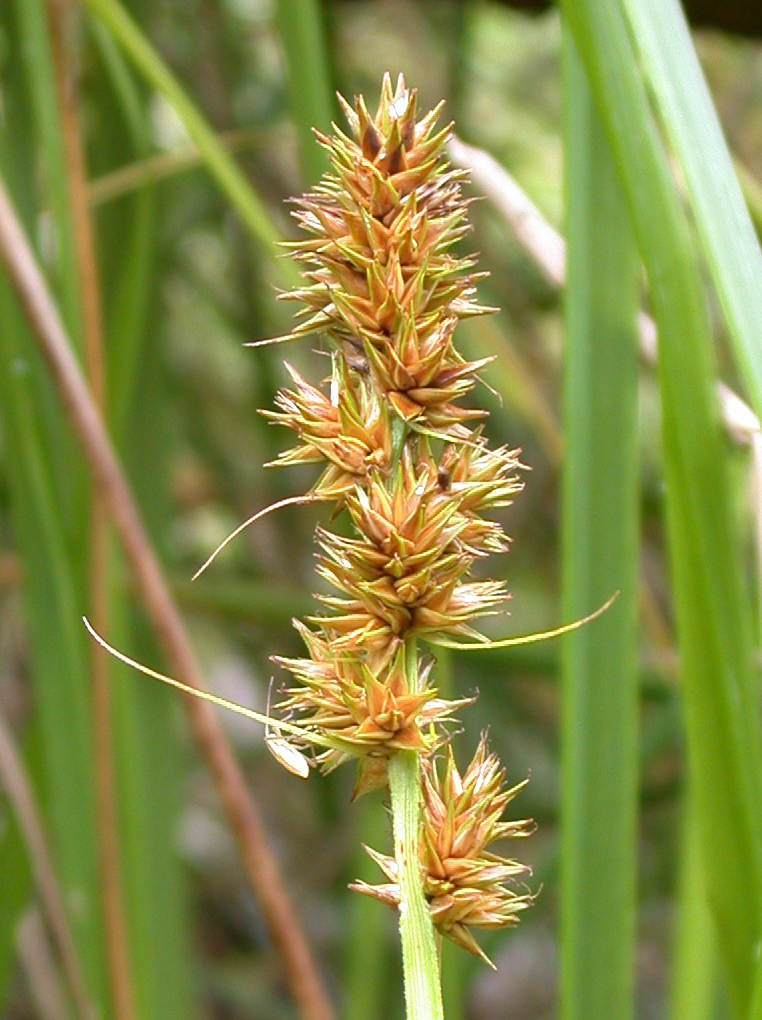
Kłoski z owocami

PokrójGęstodarniowa roślina o wysokości 30–90 cm.
ŁodygaWzniesiona, o tej samej lub podobnej wysokości, co liście. Ma silnie oskrzydlone kanty i wyraźnie wklęsłe ściany. Roślina wytwarza kłącze.
LiścieJasnozielone, dość szerokie (4–9 mm), o bardzo szorstkich brzegach. Dolne pochwy są ciemnobrunatne i silnie postrzępione. Języczki mają długość 2–5 mm, nieco większą szerokość i są tępo zakończone. Podsadki kłosów są szczeciniaste, mają wyraźne uszka i są nieco dłuższe od kłosów.  Przysadki kwiatowe mają rdzawy kolor, są podłużnie jajowate, ostro zakończone i krótsze od pęcherzyków
KwiatyZebrane w 5–8 kłosów tworzących podłużny, nieregularnego kształtu kłos zbiorowy. W dolnej części jest on luźny, górą gęściejszy. W szczycie kłosów znajdują się kwiaty męskie. Podłużnie jajowate pęcherzyki mają ciemnordzawy kolor, długość 4–5 mm, brzegi silnie i gęsto ząbkowane i 6–7 niewyraźnych nerwów. Są wypukłe z przodu a wklęsłe z tyłu i zakończone dwoma wyraźnymi ząbkami. Pod mikroskopem można dostrzec, że komórki skórki pęcherzyków mają długość podobną, jak i szerokość i ściany komórkowe silnie zgrubiałe.  Słupki z dwoma znamionami.

## Biologia i ekologia
Bylina, hemikryptofit, geofit. Kwitnie od maja do czerwca, czasami powtórnie zakwita w sierpniu. Występuje na mokrych łąkach, w rowach i na brzegach wód. Gatunek charakterystyczny dla związku (All.) Magnocaricion i zespołu (Ass.) Caricetum vulpinae.

## Zmienność
Tworzy mieszańce z  t. najeżoną (Carex muricata),  t. prosową (Carex paniculata), t. rozsuniętą (Carex divulsa), t. rzadkokłosą (Carex remota),   t. ściśnioną (Carex spicata).